# Климат Волгограда

## Общая характеристика
Климат Волгограда — умеренно континентальный, с умеренно холодной зимой и жарким летом. Волгоград является одним из самых жарких летних городов России. По данным СНиП 23-01-99 «Строительная климатология», занимает пятое место по среднелетней температуре среди центров субъектов РФ после Астрахани, Махачкалы, Элисты и Грозного. Далее за Волгоградом следуют Краснодар и Ростов-на-Дону.

### Температура воздуха
Средняя температура воздуха в Волгограде, по данным многолетних наблюдений, составляет +8,8 °C. Самый холодный месяц в городе — февраль со средней температурой −5,9 °C. Самый тёплый месяц — июль, его среднемесячная температура +35 °C. Но средние показатели месяцев и годовые, несколько разнятся, например в той части города, которая расположенная на высоте 145 метров над уровнем моря, климат примерно на градус в среднем прохладнее и месячных и годовых показателей, с районами расположенных на отметках около 0 метров над уровнем моря и зима, на наиболее возвышенных частях города примерно на 2 неделе продолжительнее, чем на высоте около 0 метров над уровнем моря. Самая высокая температура, отмеченная в Волгограде за весь период наблюдений, +42,6 °C (1940 год), а самая низкая −33,0 °C (1940 год).
| Максимальная и минимальная среднемесячная температура | Максимальная и минимальная среднемесячная температура | Максимальная и минимальная среднемесячная температура | Максимальная и минимальная среднемесячная температура | Максимальная и минимальная среднемесячная температура | Максимальная и минимальная среднемесячная температура | Максимальная и минимальная среднемесячная температура | Максимальная и минимальная среднемесячная температура | Максимальная и минимальная среднемесячная температура | Максимальная и минимальная среднемесячная температура | Максимальная и минимальная среднемесячная температура | Максимальная и минимальная среднемесячная температура | Максимальная и минимальная среднемесячная температура |
| Месяц                                                 | Янв                                                   | Фев                                                   | Мар                                                   | Апр                                                   | Май                                                   | Июн                                                   | Июл                                                   | Авг                                                   | Сен                                                   | Окт                                                   | Ноя                                                   | Дек                                                   |
| Самый тёплый, °C                                      | 1,8 (2007)                                            | 1,3 (2002)                                            | 5,4 (2020)                                            | 14,7 (2012)                                           | 20,7 (2013)                                           | 25,7 (2010)                                           | 28,9 (2011)                                           | 28,5 (2010)                                           | 20,1 (2015)                                           | 12,2 (1974)                                           | 6,5 (2010)                                            | 0,8 (2010)                                            |
| Самый холодный, °C                                    | −18,4 (1950)                                          | −21,9 (1954)                                          | −8,5 (1956)                                           | 3,0 (1987)                                            | 12,9 (1945)                                           | 16,8 (2003)                                           | 19,8 (1976)                                           | 19,4 (1973)                                           | 11,5 (1958)                                           | 1,9 (1976)                                            | −7,1 (1993)                                           | −11,9 (2002)                                          |
| ----------------------------------------------------- | ----------------------------------------------------- | ----------------------------------------------------- | ----------------------------------------------------- | ----------------------------------------------------- | ----------------------------------------------------- | ----------------------------------------------------- | ----------------------------------------------------- | ----------------------------------------------------- | ----------------------------------------------------- | ----------------------------------------------------- | ----------------------------------------------------- | ----------------------------------------------------- |

## Характеристика времён года

### Зима

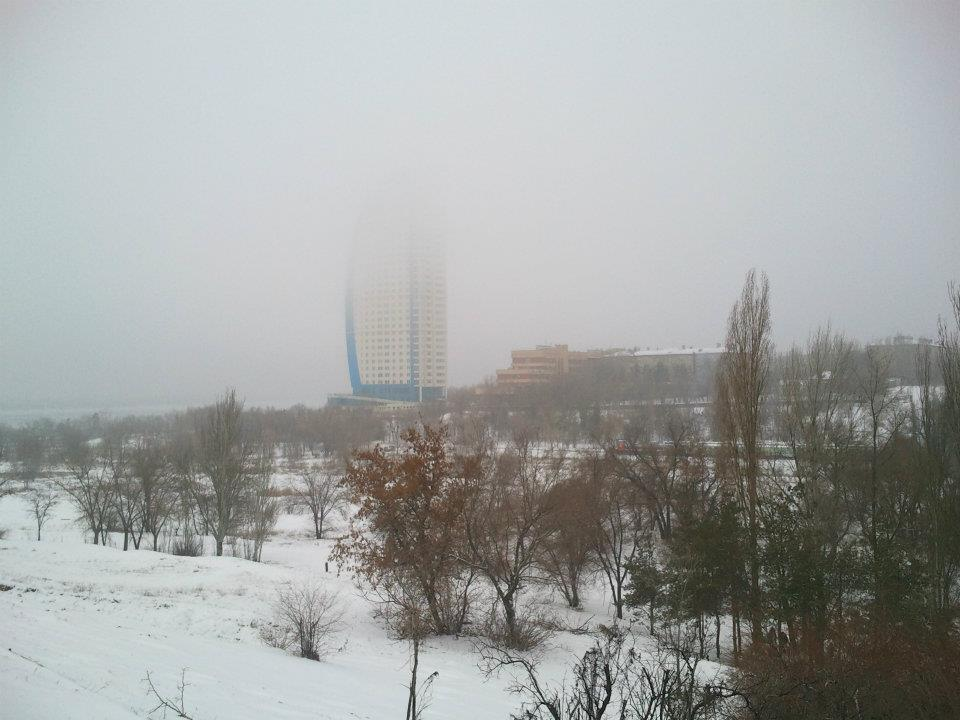
4 января 2012 года

Зима, как правило, наступает в начале декабря, когда среднесуточная температура регулярно опускается ниже нуля. Зима характеризуется неустойчивой погодой, морозы время от времени чередуются оттепелями. Осадки выпадают, как правило, в виде снега или мокрого снега. Средняя температура января равна −5,7 °C, февраля — −5,9 °, часты оттепели.

### Весна
Весна в Волгограде — самое короткое время года. Наступает она, в среднем, 19 марта, когда среднесуточная температура начинает регулярно превышать 0 °C, и уже со 2 апреля в городе наблюдается разгар весны, когда среднесуточные значения превышают 5 °C. Поздняя весна с температурой выше 10 °C наступает в середине апреля.

### Лето
Примерно 6 мая температура переходит за 15 °C, и наступает благоприятное раннее лето. В июне, июле и августе лето характеризуется жаркой, солнечной погодой, среднесуточная температура воздуха составляет 19—24 °C. Средняя температура июля — 24,2 °C. В конце августа температура опускается ниже 20 °C, и до середины—конца сентября держится «бархатный» сезон.

### Осень
Осень наступает, как правило, во второй половине октября, но даже осенью в Волгограде возможны жаркие дни, когда температура в дневные часы достигает 25—30 °C. В конце октября среднесуточная температура опускается ниже 10 °C, а в конце ноября — ниже 5 °C.

## Климатограмма
| Показатель                    | Янв. | Фев.  | Март  | Апр.  | Май  | Июнь | Июль | Авг. | Сен. | Окт.  | Нояб. | Дек.  | Год  |
| ----------------------------- | ---- | ----- | ----- | ----- | ---- | ---- | ---- | ---- | ---- | ----- | ----- | ----- | ---- |
| Абсолютный максимум, °C       | 12,3 | 15,8  | 23,1  | 29,2  | 37,2 | 39,4 | 41,8 | 42,6 | 37,8 | 31,0  | 21,0  | 12,3  | 42,6 |
| Средний суточный максимум, °C | −3,4 | −2,5  | 4,6   | 15,5  | 22,7 | 27,9 | 30,5 | 29,6 | 22,2 | 13,4  | 4,0   | −1,7  | 13,6 |
| Средняя температура, °C       | −6,3 | −6    | 0,2   | 9,5   | 16,5 | 21,6 | 24,1 | 23,0 | 16,0 | 8,5   | 0,6   | −4,5  | 8,6  |
| Средний суточный минимум, °C  | −9   | −9    | −3,3  | 4,2   | 10,5 | 15,4 | 17,8 | 16,5 | 10,5 | 4,3   | −2,3  | −7,1  | 4,0  |
| Абсолютный минимум, °C        | −33  | −32,5 | −25,8 | −12,8 | −3,3 | 2,0  | 7,4  | 4,5  | −1   | −12,2 | −25,8 | −27,8 | −33  |
| Среднее число дней с осадками | 23   | 19    | 15    | 13    | 12   | 12   | 11   | 8    | 10   | 13    | 18    | 23    | 178  |
| Норма осадков, мм             | 20   | 14    | 19    | 13    | 28   | 20   | 16   | 11   | 19   | 22    | 15    | 20    | 217  |
| Средняя влажность, %          | 88   | 86    | 81    | 64    | 57   | 56   | 53   | 51   | 61   | 73    | 86    | 89    | 70   |
| Средняя скорость ветра, м/с   | 5,7  | 5,8   | 5,8   | 5,4   | 4,8  | 4,3  | 4,1  | 4,1  | 4,6  | 4,9   | 5,2   | 5,5   | 5,0  |
| Источник:                     |      |       |       |       |      |      |      |      |      |       |       |       |      |

## Изменение климата
В Волгограде, как и по всей области, наблюдается устойчивый рост среднегодовой температуры воздуха начиная с 2019 года, до этого сочетались теплые и холодные года, так же года с обычной температурой воздуха. Не стоит забывать о особенности Волгоградской области, это большая частота арктических вторжений, которых здесь больше чем в соседних регионах. Не редко они связанны с Каспийскими циклонами, которые не больше по размеру, но обладают серьезной силой и часто забрасывают сюда очень холодный воздух из арктики в своем тылу, отметим, тот факт, что юго-западный отрог Азиатского Максимума в зимнее время способен установить температуру только от +3 до -17 градусов, а все, что ниже, это арктические вторжения, которые сюда попадают в тылу циклонов. 
На начало XXI столетия (2000—2012 гг.) приходится 9 абсолютных температурных максимумов по месяцам: абсолютный рекорд января (в 2007 г.), апреля (в 2012 г.), мая (в 2007 г.), июня (в 2012 г.), сентября (в 2010 г.) и ноября (в 2010 г.). Следующие месяцы в XXI веке стали самыми тёплыми за историю метеонаблюдений в Волгограде: январь 2007 года, февраль 2002 года, март 2020 года, апрель 2012 года, май 2013 года, июнь 2010 года, июль 2011 года (прежний среднемесячный рекорд был побит годом ранее), август, ноябрь и декабрь 2010 года. Перед рассветом 2 июня 2018 года температура в Волгограде опускалась до +1,1 и был перекрыт предыдущий абсолютный минимум установленный 4 июня 1967 года. Так пустынный тип климат Bsk в Волгоградской обл по метеонаблюдениям середины ХIХ по середину XX века были к востоку-юго-востоку и югу от Эльтона, озеро в него не входить, тут близость Муратсая и соленных грязей Хаки и южные и юго-восточные склоны плато Улаган и так же территория области к югу от урочища Калмыцкая Западина и до востока современного города Волжского к востоку от улиц Оломоуцкой и Александрова и так же на юго востоке современного Светлоярского района, но последние 5 лет 2019 -2024 годы потепление климата и затронула Волгоградскую обл и хоть раньше везде глобальное потепление началось с середине XX века как минимум, то в нашей обл, энто только последние 5 лет только. И термально заметно повысилось, например среднемесячная температура если с начала метеонаблюдений в крае по 2018 год средняя температура июня в Царицыне-Сталинграде-Волгограде составляла +21,7 июля +24,2 и августа +22,7 соответственно, то за период 2019-2024 годов они составили июнь +24 июль +25,7 август +25,2 метеостанции СХИ и за эти годы среднемесячные и среднегодовые температура например в Елане соответствуют показателями в районе поселка Октябрьский 150 летней давности. За эти 5 лет климат потеплел на 300 км к северу. 
По климатологии указанной в БСЭ 1932 года в разделе Европа она вся территория Волгоградской обл отнесена к Прикаспийскому типу климата с жарким, достаточно долгим летом и холодной зимой и засушливый с усилением сухости климата в в юго-восточном направлении.
| Среднемесячная температура последних лет |       |       |      |      |      |      |      |      |      |      |      |       |      |                     |                    |                     |
| Месяц                                    | Янв   | Фев   | Мар  | Апр  | Май  | Июн  | Июл  | Авг  | Сен  | Окт  | Ноя  | Дек   | Год  | Отклонение от нормы | Абсолютный минимум | Абсолютный максимум |
| 2001 год, °C                             | −1,6  | −3,5  | 2,4  | 12,1 | 15,6 | 19,3 | 26,9 | 23,3 | 16,1 | 6,7  | 2,7  | −7,0  | 9,4  | 0,1                 | −26,2              | 38,9                |
| 2002 год, °C                             | −4,9  | 1,2   | 4,7  | 8,4  | 14,9 | 20,7 | 27,0 | 21,9 | 19,0 | 8,5  | 2,5  | −11,9 | 9,3  | −0,1                | −26,4              | 37,4                |
| 2003 год, °C                             | −5,2  | −10,3 | −4,0 | 6,7  | 17,8 | 16,8 | 22,3 | 22,1 | 14,5 | 8,8  | 1,2  | −2,4  | 7,3  | −1,5                | −23,9              | 34,2                |
| 2004 год, °C                             | −3,9  | −3,5  | 3,4  | 8,7  | 15,2 | 19,2 | 21,2 | 23,6 | 17,1 | 8,4  | 2,3  | −2,9  | 9,1  | 0,3                 | −17,6              | 37,4                |
| 2005 год, °C                             | −3,2  | −6,5  | −2,8 | 9,7  | 18,0 | 19,8 | 22,6 | 22,9 | 18,1 | 9,2  | 2,5  | −1,6  | 9,1  | 0,3                 | −19,1              | 35,5                |
| 2006 год, °C                             | −13,9 | −9,8  | 0,7  | 10,1 | 16,1 | 22,6 | 21,9 | 26,0 | 17,2 | 9,5  | 1,2  | −0,9  | 8,4  | −0,4                | −32,6              | 38,2                |
| 2007 год, °C                             | 1,3   | −5,1  | 2,5  | 8,2  | 18,2 | 22,6 | 24,0 | 27,5 | 17,1 | 9,2  | −1,1 | −7,8  | 9,7  | 0,9                 | −21,8              | 38,4                |
| 2008 год, °C                             | −10,7 | −5,6  | 4,7  | 11,3 | 15,3 | 19,7 | 24,1 | 24,0 | 14,9 | 9,9  | 3,1  | −5,1  | 8,8  | 0,0                 | −28,8              | 38,4                |
| 2009 год, °C                             | −8,1  | −4,1  | 1,0  | 7,5  | 15,2 | 23,7 | 25,8 | 19,9 | 16,9 | 10,5 | 2,3  | −5,3  | 8,8  | 0,0                 | −25,3              | 39,4                |
| 2010 год, °C                             | −10,3 | −7,9  | −1,0 | 8,7  | 17,9 | 25,1 | 28,2 | 27,8 | 18,0 | 6,3  | 6,6  | 0,8   | 10,0 | 1,2                 | −21,8              | 41,1                |
| 2011 год, °C                             | −7,5  | −12,4 | −3,4 | 8,1  | 17,8 | 22,4 | 28,4 | 23,4 | 15,7 | 8,2  | −2,6 | −1,7  | 8,0  | −0,8                | −26,9              | 40,9                |
| 2012 год, °C                             | −8,5  | −13,9 | −4,1 | 14,7 | 20,0 | 24,6 | 25,1 | 24,3 | 17,2 | 11,2 | 2,2  | −6,3  | 8,9  | 0,1                 | −31,0              | 40,1                |
| 2013 год, °C                             | −5,3  | −3,1  | 0,2  | 10,2 | 20,7 | 22,2 | 22,9 | 22,7 | 13,8 | 7,6  | 4,3  | −3,3  | 9,4  | 0,6                 | −17,1              | 34,7                |
| 2014 год, °C                             | −8,1  | −6,6  | 0,8  | 8,6  | 19,9 | 21,0 | 24,4 | 25,2 | 15,7 | 5,4  | −2,5 | −3,6  | 8,4  | −0,4                | −29,3              | 38,4                |
| 2015 год, °C                             | −7,3  | −4,1  | 1,3  | 9,3  | 16,6 | 23,9 | 24,1 | 23,0 | 20,1 | 5,9  | 3,2  | −0,2  | 9,7  | 0,9                 | −27,8              | 40,4                |
| 2016 год, °C                             | −7,5  | 0,4   | 3,4  | 11,2 | 16,3 | 21,6 | 24,5 | 26,1 | 14,7 | 6,5  | −0,4 | −7,0  | 9,2  | 0,4                 | −27,1              | 38,6                |
| 2017 год, °C                             | −6,1  | −6,0  | 3,3  | 9,4  | 15,2 | 20,2 | 24,8 | 26,0 | 17,9 | 8,4  | 2,4  | −0,7  | 9,6  | 0,8                 | −25,0              | 40,0                |
| 2018 год, °C                             | −6,8  | −6,4  | −4,7 | 9,3  | 19,9 | 22,7 | 25,9 | 23,1 | 18,3 | 10,8 | −0,9 | −4,4  | 8,9  | 0,1                 | −18,4              | 38,4                |
| 2019 год, °C                             | −5,7  | −4,3  | 2,6  | 10,4 | 18,3 | 25,0 | 22,0 | 21,8 | 15,0 | 11,1 | 0,3  | -0,8  | 9,6  | 0,8                 | −17,6              | 37,4                |
| 2020 год, °C                             | −1,2  | −1,3  | 5,4  | 7,4  | 14,5 | 23,7 | 26,6 | 21,6 | 17,5 | 11,6 | 0,8  | −7,9  | 9,9  | 1,1                 | −20,6              | 41,3                |
| 2021 год, °C                             | −3,8  | −4,9  | −0,6 | 10,0 | 18,4 | 22,8 | 27,2 | 28,0 | 14,0 | 7,8  | 2,8  | −2,3  | 9,9  | 1,1                 | −25,1              | 40,9                |